# Ilha Cornwall
A Ilha Cornwall é uma ilha com área de 2358 km² pertencente às Ilhas da Rainha Isabel em Nunavut, Canadá. Tem cerca de 80 km de comprimento por 30 km de largura. Os pontos mais altos são o Pico McLeod (400 m) e o monte Nicolay (290 m), no norte da ilha.
É desabitada e está situada a apenas 12 km a sul da ilha Amund Ringnes, separada pelo estreito de Hendriksen, e a 45 km a norte de ilha Devon, da qual está separada pelo canal Belcher, no meio do qual fica a ilha Table; a 45 km para leste fica a ilha Graham, na zona conhecida como baía Norueguesa, a oeste da ilha Ellesmere.
O primeiro avistamento da ilha foi feito por Sir Edward Belcher em 30 de agosto de 1852 e a ilha foi nomeada em homenagem ao Príncipe de Gales Eduardo, também duque da Cornualha (Cornwall).

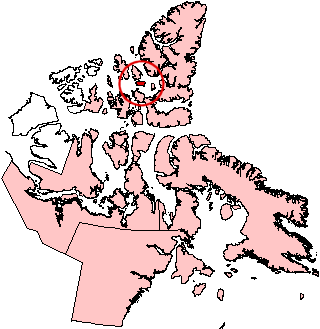
Localização da ilha Cornwall.